# Dead or Alive 6
Dead or Alive 6 est un jeu de combat développé par la Team Ninja et édité par Koei Tecmo sur PlayStation 4, Xbox One et Windows dont la sortie initiale était prévue pour le 15 février 2019, et finalement sortie le 1er mars 2019.
Avec ce sixième opus, les développeurs se sont plus concentrés sur le gameplay et moins sur l'aspect sexualisé des personnages féminins du jeu, afin d'avoir une esthétique plus réaliste vis-à-vis des combattants,,. Dead or Alive 6 implémente un système de jauge, nommée la « Break Jauge » permettant d'attaquer et d’exécuter des combos à l'aide d'une seule touche. Une autre fonctionnalité vient se greffer au jeu, sous le nom de « Fatal Rush », cela permet au joueur d'infliger un coup spécial à son adversaire lorsqu'il presse quatre fois une touche.

## Personnages
Les personnages principaux de la série reviennent, six personnages sont alors révélés en juin 2018 : Ryu Hayabusa, Kasumi, Helena, Jann Lee, Hayate et Zack. La Team Ninja dévoile peu de temps après un nouveau personnage, Diego ainsi que le retour de Rig. Le jeu est présenté lors du salon Tokyo Game Show en 2018 où Koei Tecmo y annonce une sortie mondiale pour le 15 février 2019. Deux anciens personnages sont révélés en août 2018 lors de la Gamescom, Hitomi et Leifang, qui sont présentées via une bande-annonce officielle.
Pour l'ouverture du Tokyo Game Show en septembre 2018, Koei Tecmo dévoile en images quatre personnages qui viennent s'ajouter au casting : Ayane, Bayman, Honoka et Marie Rose. Koei Tecmo annonce également Nyotengu en tant que personnage jouable pour les précommandes des versions dématérialisées du jeu, ajoutant qu'une édition « Digital Deluxe » sera proposée. L'édition comprend des costumes supplémentaires, trois pistes audio, un costume exclusif pour Kasumi et le personnage Phase 4. Trois personnages sont annoncés en vidéo début octobre : Tina, Bass et Mila, où ils se mettent en avant accompagnés d'une nouvelle arène dans le thème du catch,.
Christie est annoncée le 26 octobre 2018 lors du Paris Games Week via une bande-annonce,. Trois personnages sont dévoilés le 18 novembre 2018 lors du Dead or Alive Festival à Tokyo via une vidéo, marquant le retour de Kokoro et de La Mariposa et l'arrivée d'un nouveau personnage baptisé NiCO « The Lightining Technomancer ». La vidéo présente également deux nouvelles arènes : Zero et Miyabi. Le magazine japonais Famitsu révèle le retour de deux anciens combattants de la série : Brad Wong et Eliot,,. Raidou, personnage original de la série Dead or Alive est dévoilé sur le site officiel en janvier 2019 ainsi qu'une nouvelle arène baptisée Chinese Festival,. Le 15 février 2019, Mai Shiranui est annoncée comme personnage invitée dans le cadre d'un season pass, marquant la deuxième apparition de Mai dans la série Dead or Alive, où elle était d'abord invitée dans Dead or Alive 5 Last Round en tant que dlc,. Le 18 juin 2019, une mise à jour du jeu inclut deux personnages de la société SNK, Mai Shiranui déjà annoncée par Tecmo et Kula Diamond,,, intégrée pour la première fois dans The King of Fighters 2000.
Koei Tecmo profite de l'édition 2019 du Tokyo Game Show pour annoncer le retour de Momiji en contenu téléchargeable pour une sortie la semaine suivante, le 19 septembre 2019. Le personnage est accompagné d'un correctif de mise à jour, proposant de nouvelles fonctionnalités pour les modes en ligne ainsi que des améliorations. Lors de la finale de la compétition Dead or Alive 6 World Championship qui a eu lieu à Tokyo le 23 novembre 2019, Rachel, issue de la série Ninja Gaiden, est révélée par la Team Ninja. Le personnage a fait sa première apparition dans la série Dead or Alive avec DoA Ultimate,,.

### Liste des personnages
- Ayane
- Bass Armstrong
- Bayman
- Brad Wong
- Christie
- Diego (nouveau personnage)
- Eliot
- Hayabusa
- Helena
- Hitomi
- Honoka
- Jann Lee
- Kasumi
- Kokoro
- Kula Diamond [a] [b]
- La Mariposa
- Lei Fang
- Mai Shiranui [a] [b]
- Marie Rose
- Mila
- Momiji [a]
- NiCO (nouveau personnage)
- Nyotengu [a] [c]
- Phase 4 [a] [d]
- Rachel [a]
- Raidou
- Rig
- Tamaki [a]
- Tina Armstrong
- Zack

 ^ a.  Contenu téléchargeable (dlc) 
 ^ b.  Personnage invité 
 ^ c.  Bonus précommande 
 ^ d.  Digital deluxe